# Gornje Čičevo
Gornje Čičevo (en serbe cyrillique : Горње Чичево) est un village de Bosnie-Herzégovine. Il est situé sur le territoire de la ville de Trebinje et dans la république serbe de Bosnie. Selon les premiers résultats du recensement bosnien de 2013, il compte 36 habitants.

## Géographie
Le village est situé au sud de Trebinje. Il est entouré par les localités suivantes :
|              | Todorići Rapti Zupci |                      |
| Donje Čičevo | Gornje Čičevo        | Rapti Zupci Turmenti |
|              | Rasovac              |                      |

## Démographie

### Évolution historique de la population dans la localité
| 1948 | 1953 | 1961 | 1971 | 1981 | 1991 | 2013 |
| ---- | ---- | ---- | ---- | ---- | ---- | ---- |
| -    | -    | 114  | 95   | 84   | 45   | 36   |

|  |

### Répartition de la population par nationalités (1991)
En 1991, les 45 habitants du village étaient tous serbes.

## Personnalité
Vojislav Danilović (1910-1981), médecin et académicien serbe, est né dans le village.